# Wolf WR1
Der Wolf WR1 ist ein Formel-1-Rennwagen, den Harvey Postlethwaite Ende 1976 für das kanadische Team Walter Wolf Racing entwickelte.
Insgesamt wurden vier Fahrzeuge gebaut, die in den Saisons 1977 und 1978 sowohl im Werksteam als auch beim Kundenteam Theodore Racing (nur 1978) zum Einsatz kamen. Da in der Wolf-Nomenklatur im Gegensatz zur üblichen Unterscheidung in Fahrzeugmuster jedes gebaute Chassis eine eigene, vollwertige Kennung bekam, wurden die drei zusätzlichen, baugleichen Wagen aufsteigend als WR2, WR3 und WR4 bezeichnet. Alle Fahrzeuge wurden von einem Cosworth-DFV-Motor angetrieben.

## Geschichte

### Hintergrund
Zu Beginn der Formel-1-Saison 1976 hatte der austro-kanadische Unternehmer Walter Wolf einen Mehrheitsanteil am Rennstall Frank Williams Racing Cars übernommen und mit dem ebenfalls von ihm erworbenen Inventar von Hesketh Racing verschmolzen. Außerdem wurde der bisherige Hesketh-Chefdesigner Harvey Postlethwaite angeworben. Die Saison war nicht erfolgreich, da der auf den Hesketh 308C von 1975 zurückgehende Williams FW05 nicht konkurrenzfähig war und die zielstrebige Weiterentwicklung während der Saison durch Meinungsverschiedenheiten und Spannungen zwischen Frank Williams und Walter Wolf einerseits sowie Patrick Head und Harvey Postlethwaite eingebremst wurde. Williams und Head traten deshalb am Saisonende aus dem Team aus und gründeten Williams Racing. Walter Wolf formte das Team zu Walter Wolf Racing um und ließ von Postlethwaite für 1977 ein völlig neues Fahrzeug entwickeln.

### WR1, WR2 und WR3 (1977)

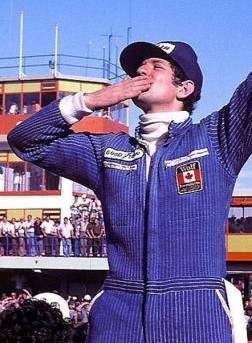
Scheckter als Sieger beim WR1-Debüt

Pünktlich zum ersten Lauf der Formel-1-Saison 1977 in Argentinien war der neue Wolf WR1 einsatzbereit. Als Stammfahrer wurde der Südafrikaner Jody Scheckter verpflichtet, der Ende 1976 das Tyrrell-Team verlassen hatte. Ein zweites Fahrzeug wurde nicht gemeldet. Scheckter zeigte eine beeindruckende Leistung und gewann das Rennen von Startplatz 11. Postlethwaite und seinem Team war es gelungen, auf Anhieb einen neuen, siegestauglichen Wagen zu entwickeln. Walter Wolf Racing ist neben Brawn GP bis heute eines von nur zwei Teams, denen es gelang, bei ihrer ersten Teilnahme an einem Rennen der Formel-1-Weltmeisterschaft zu gewinnen. Im weiteren Saisonverlauf stellte sich heraus, dass der Erfolg in Argentinien nicht nur auf eine Reihe glücklicher Zufälle zurückzuführen war, sondern Walter Wolf Racing in der Saison 1977 mit den WR1-4 über eines der schnellsten Fahrzeugmuster verfügte. Scheckter erzielte dreimal in Folge einen Podestplatz und gewann anschließend mit dem Großen Preis von Monaco ein zweites Rennen, wodurch er im ersten Saisondrittel die Führung der Fahrer-Weltmeisterschaft innehatte.
In der Saisonmitte fielen die Leistungen zunächst ab; zwei Rennen mussten in den Punkterängen mit Motorenproblemen vorzeitig beendet werden, zweimal verunfallte Scheckter. Dabei verlor er wichtige Punkte im Meisterschaftskampf und wurde schließlich von Niki Lauda in der Fahrerwertung überholt. Beim Großen Preis von Deutschland gelang Scheckter eine Podestplatzierung nach dem Start von der Pole-Position, wodurch er den Abstand auf Lauda wieder auf zehn Punkte verkürzte. Im letzten Saisondrittel erreichte er wieder regelmäßig Zielankünfte; er kam beim Großen Preis der Niederlande und in den USA als Dritter ins Ziel und gewann mit dem Großen Preis von Kanada zum dritten und letzten Mal in der Saison. Die Meisterschaft war aber zwischenzeitlich schon zugunsten Laudas entschieden, der bei den letzten beiden Saisonrennen nicht mehr startete.
Am Ende der Saison 1977 belegte Jody Scheckter mit 55 Punkten den zweiten Rang der Fahrer-Weltmeisterschaft und hatte lange Zeit eine realistische Chance auf den Titel. In der Konstrukteursmeisterschaft erreichte Walter Wolf Racing mit dem WR1 den vierten Platz und lag somit noch vor etablierten Teams wie Tyrrell und Brabham, die zudem einen Zweitwagen gemeldet hatten und teilweise auch zusätzliche Fahrzeuge von Kundenteams einsetzen ließen.

### WR1, WR3 und WR4 (1978)
Bei der Eröffnung der Saison 1978 in Argentinien wurde Walter Wolf Racing durch die unerwartet schnellen Entwicklungsfortschritte der Konkurrenz überrascht. Scheckter konnte sich gegen moderne Wagen wie den Ferrari 312T3, Tyrrell 008 und insbesondere den weiterentwickelten Lotus 78 nicht durchsetzen und kam nur als Zehnter ins Ziel. Die Ausnutzung des negativen Bodeneffekts am Lotus war so weit verbessert worden, dass das Team nun über das schnellste Fahrzeug im Feld verfügte. Da das konventionelle WR1-Muster in diese wegweisende Richtung kein Weiterentwicklungspotential hatte, sah Walter Wolf die kurzfristige Entwicklung eines Nachfolgemusters als unabdingbar an. Scheckter erzielte als Dritter beim fünften Saisonlauf, dem Großen Preis von Monaco, noch die letzten Punkte eines WR1 und stieg zum folgenden Großen Preis von Belgien auf den neuen Wolf WR5 um. Bei den beiden nordamerikanischen Rennen am Saisonende meldete Wolf für Bobby Rahal einen zweiten Werkswagen; in Kanada den ehemaligen WR1 von Jody Scheckter. Rahal konnte sich qualifizieren, fiel im Rennen aber aus. Das war zugleich der letzte Werkseinsatz der Fahrzeuge.
Mitte des Jahres suchte Teddy Yip als Besitzer des Hongkonger Teams Theodore Racing ein neues Fahrzeug, da sich die Eigenentwicklung Theodore TH1 als Fehlschlag erwiesen hatte. Er kaufte von Walter Wolf Racing die Chassis WR3 und WR4 und brachte sie mit Keke Rosberg als Fahrer technisch unverändert an den Start. Rosberg kam bei keinem Rennen ins Ziel und verpasste beim Großen Preis von Italien sogar die Qualifikation. Als Reaktion darauf stellte Theodore den Rennbetrieb in der Formel 1 zeitweise ein, sodass die Wolf-Chassis zu keinem weiteren Einsatz bei Theodore kamen.
Wolf beendete die Saison 1978 mit 24 Punkten auf dem fünften Rang der Konstrukteurswertung, davon wurden vier Punkte mit den WR1/WR2/WR3/WR4-Chassis erzielt.

## Technik

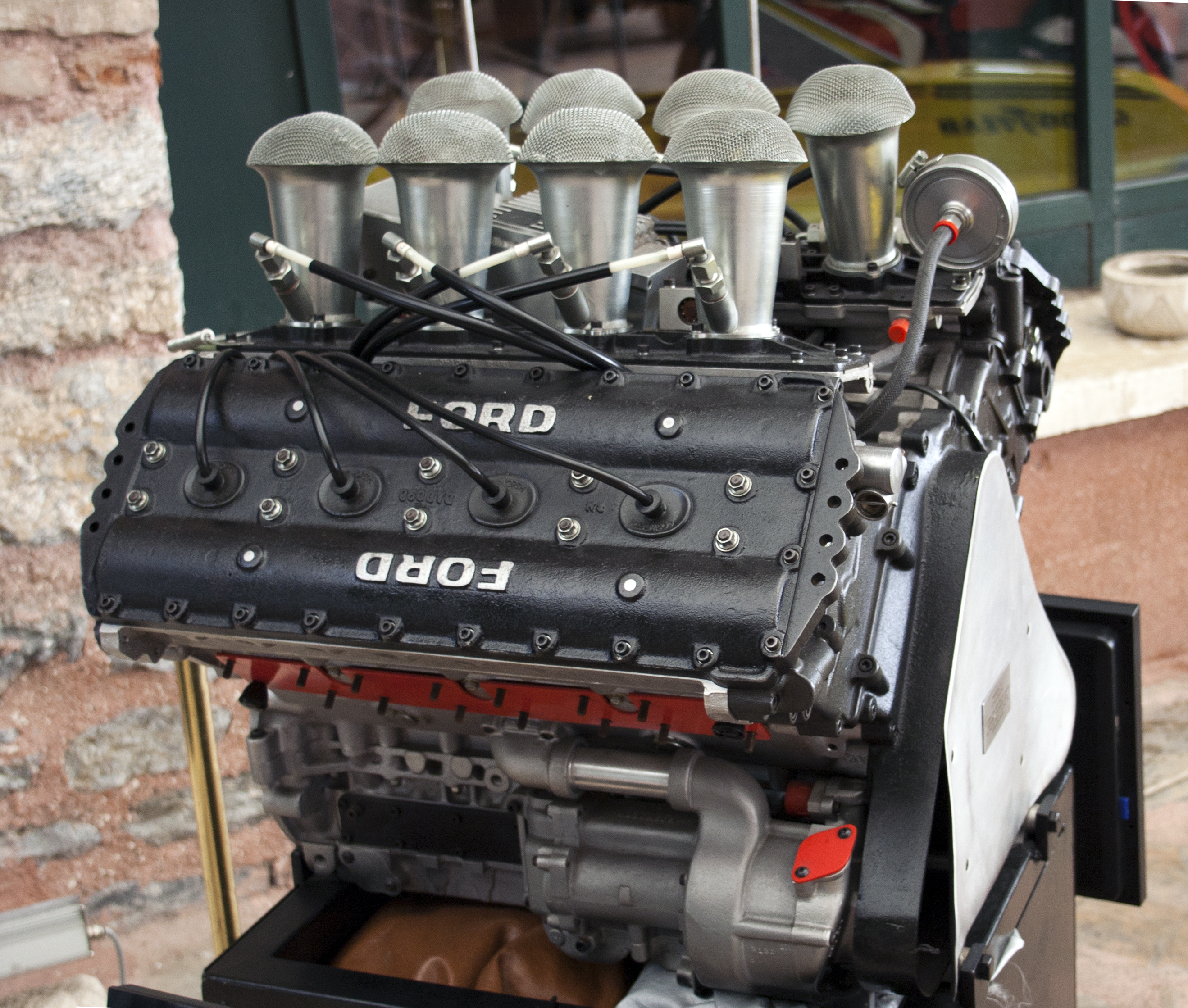
Ein Cosworth-DFV-Motor

Die WR1-4 lösten den Williams FW05 von 1976 ab – die WR2, WR3 und WR4 waren mit dem WR1 baugleich. Das Design entsprach dem zu seiner Zeit Üblichen; große Innovationen gab es nicht. Auffällig ist der sehr breite, halbkreisförmige Überrollbügel, der fließend in die Motorabdeckung übergeht, die für Rennen bei heißem Wetter auch entfernt werden konnte. Vereinzelt wurde zudem an der Frontpartie ein kleiner Zusatzflügel angebracht, der bereits beim Hesketh 308, dem Ursprungsmodell des FW05, zum Einsatz gekommen war. Die Seitenkästen verbreitern sich in Richtung Heck und enthalten die Motorkühlung. Der Ölkühler befindet sich in der Fahrzeugnase. Während der Einsatzzeit gab es vereinzelte Änderungen an der Karosserie. Insgesamt wurden im Wolf-Werk in Reading vier Chassis aufgebaut.
Die WR1-4 wurden wie viele andere Formel-1-Wagen dieser Zeit von dem Cosworth-DFV-Motor angetrieben, der im Ursprung auf das Jahr 1966 zurückging. Ford hatte sich verpflichtet, im Gegenzug für die Namensnennung Cosworth £ 100.000 für die Entwicklung und Produktion dieses 3-Liter-Formel-1-Motors zur Verfügung zu stellen, beteiligte sich aber sonst nicht weiter am Projekt. Entsprechend erschien das Team in den Meldelisten auch unter dem Namen Wolf-Ford. Der Motor war als tragendes Teil in das Aluminiumblech-Monocoque einbezogen; die Antriebskraft wurde über ein Hewland-Fünfganggetriebe an die Hinterräder übertragen. Als Höchstgeschwindigkeit bei längster Übersetzung wurden 302 km/h genannt.

## Lackierung und Sponsoring
Zwischen 1977 und 1978 traten die WR1/WR2/WR3/WR4 für mehrere Teams mit jeweils eigenen Lackierungen an:
Das Werksteam Walter Wolf Racing lackierte die Fahrzeuge in einem sehr dunklen Blau, das leicht mit Schwarz verwechselt werden kann, und fügte als Kontrast goldfarbene Elemente auf der oberen Verkleidung der Fahrzeugnase (vereinzelte Ausnahmen, z. B. Grand Prix von Monaco 1977) sowie der Fahrzeugseite hinzu. Außerdem wurden kanadische Flaggen auf dem Frontflügel und der Fahrzeugseite angebracht. Diese Lackierung ähnelte den Fahrzeugen von Lotus, hatte aber mehr goldfarbene Zierelemente und Flächen.
Das Kundenteam Theodore Racing lackierte die untere Hälfte des Chassis sowie den Frontflügel rot. Die Oberseite des Wagens sowie die Sponsorenlogos wurden weiß gehalten.

## Galerie

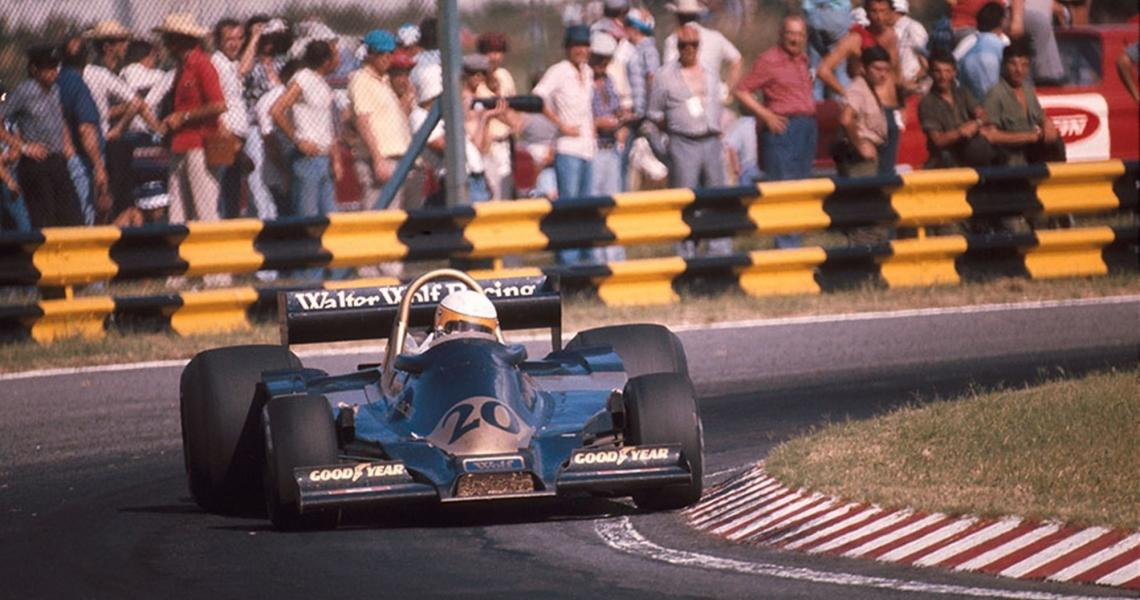
Scheckter im WR1; Buenos Aires, 1977
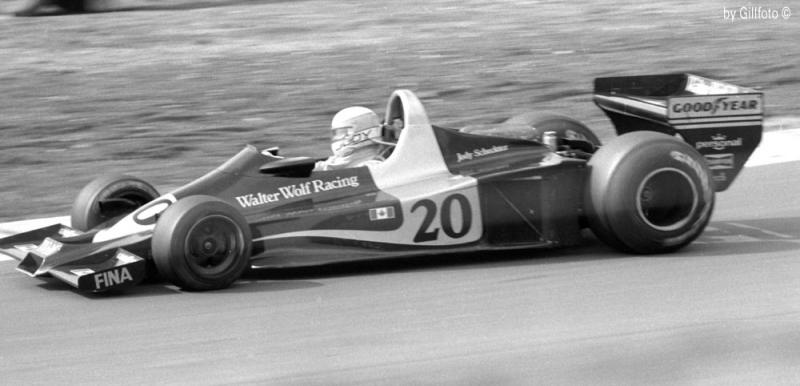
Scheckter im WR1; Brands Hatch, 1977
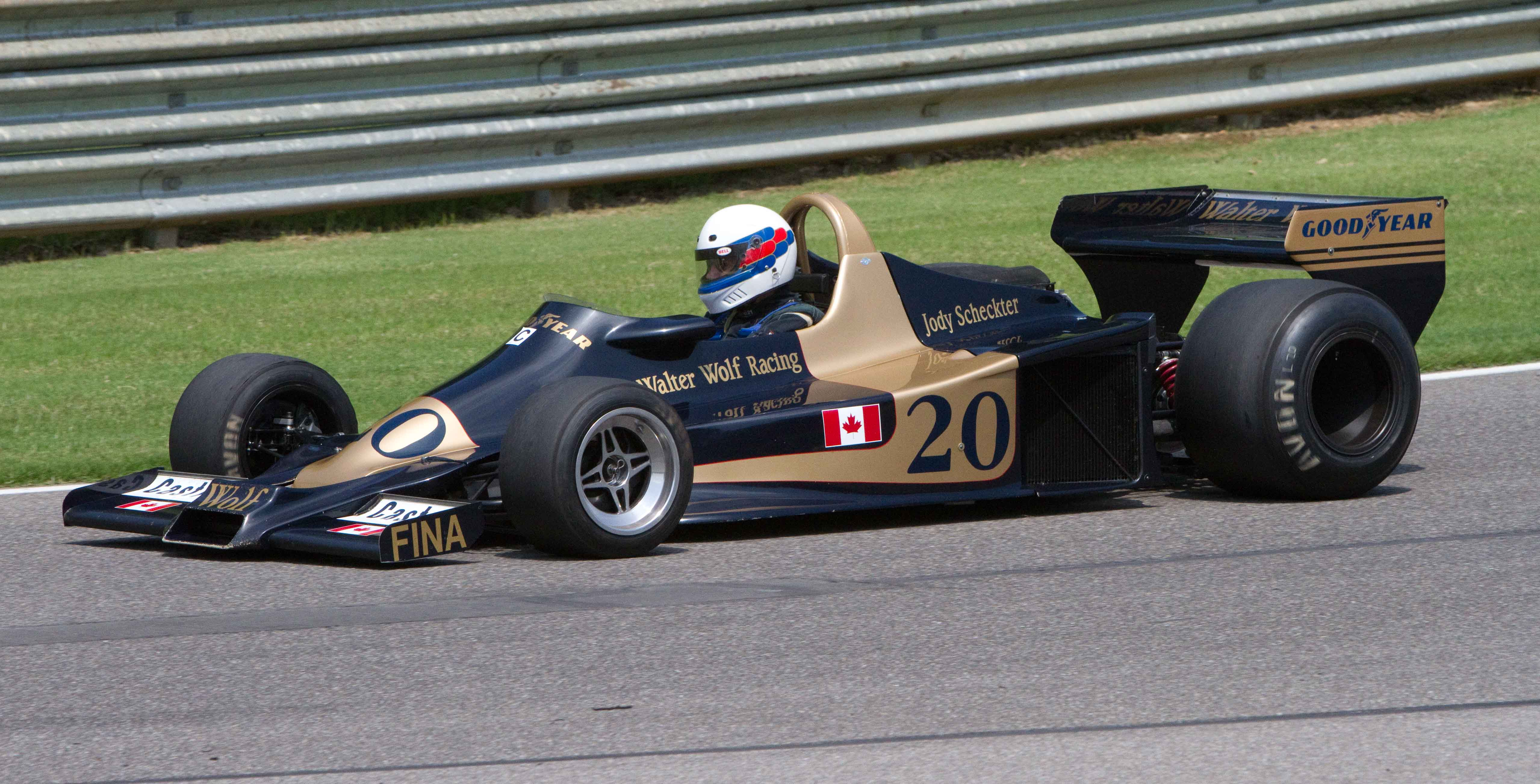
WR1 von 1977; Leeds, 2010
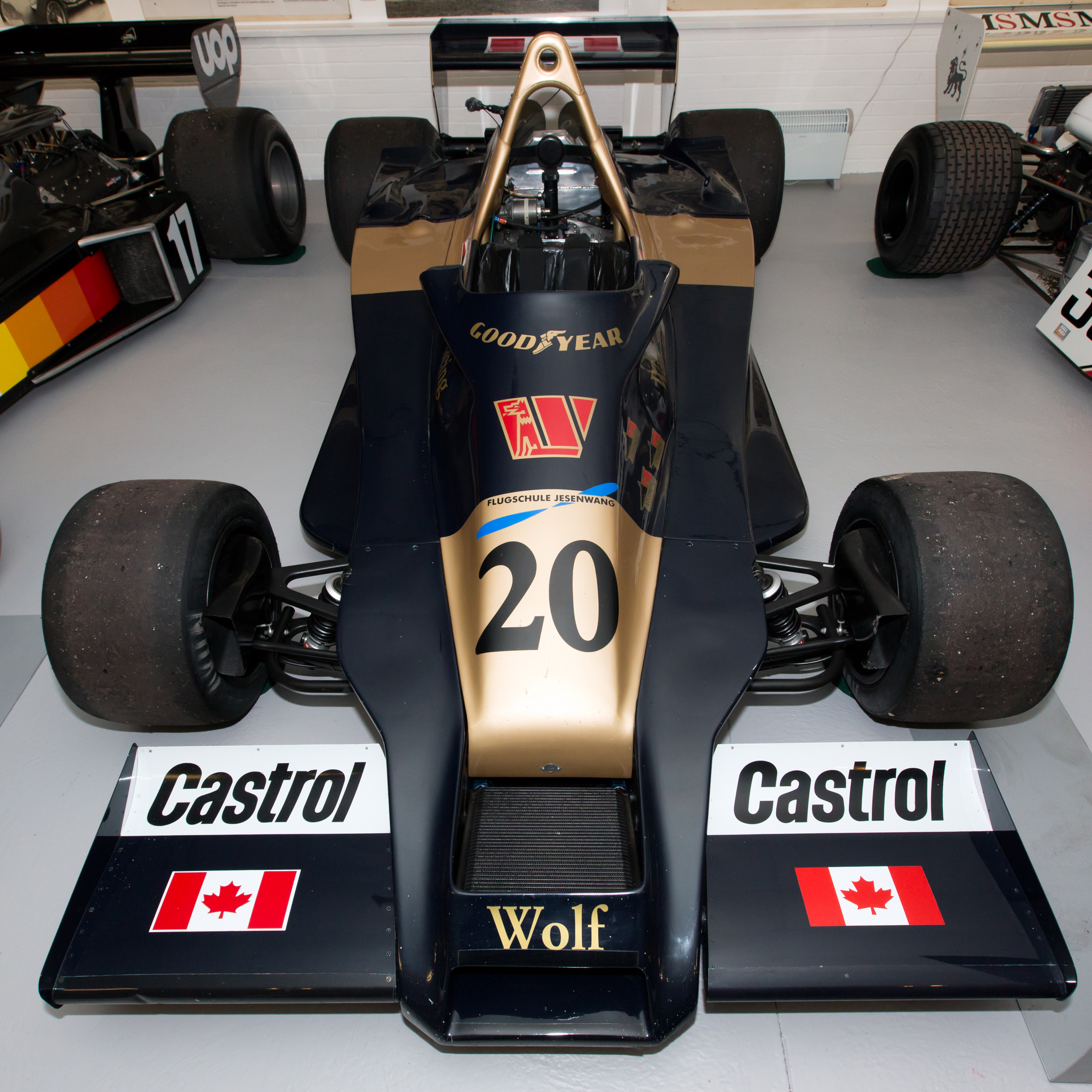
Frontansicht eines WR1; Donington, 2010
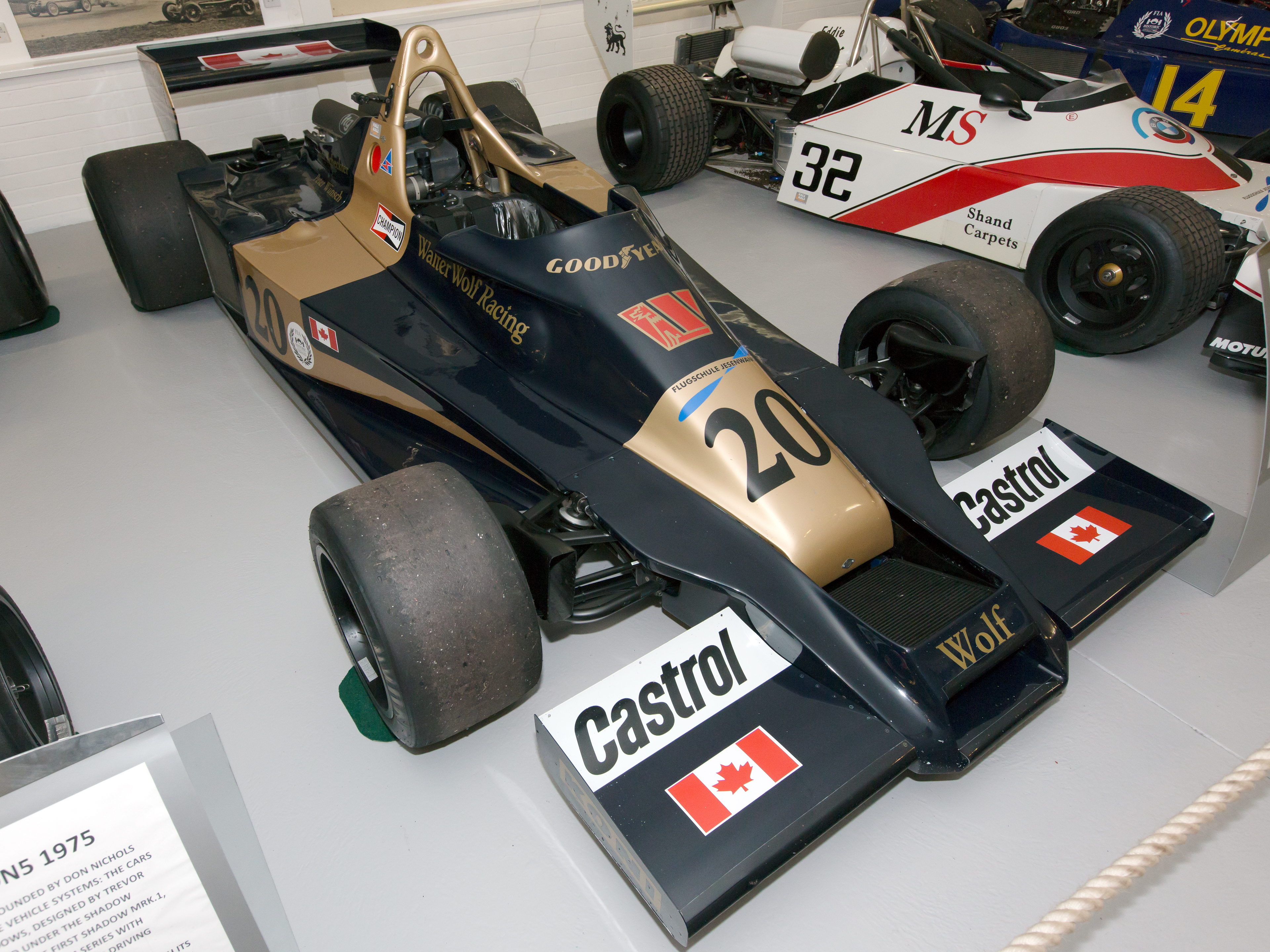
WR1 von vorn rechts; Donington, 2010

## Ergebnisse
| Fahrer               | Nr.                  | 1  | 2   | 3   | 4   | 5 | 6 | 7   | 8   | 9   | 10  | 11 | 12  | 13  | 14   | 15 | 16  | 17 | Punkte | Rang |
| -------------------- | -------------------- | -- | --- | --- | --- | - | - | --- | --- | --- | --- | -- | --- | --- | ---- | -- | --- | -- | ------ | ---- |
| Formel-1-Saison 1977 | Formel-1-Saison 1977 |    |     |     |     |   |   |     |     |     |     |    |     |     |      |    |     |    | 55     | 4.   |
| Jody Scheckter       | 20                   | 1  | DNF | 2   | 3   | 3 | 1 | DNF | DNF | DNF | DNF | 2  | DNF | 3   | DNF  | 3  | 1   | 10 | 55     | 4.   |
| Formel-1-Saison 1978 | Formel-1-Saison 1978 |    |     |     |     |   |   |     |     |     |     |    |     |     |      |    |     |    | 24     | 5.   |
| Jody Scheckter       | 20                   | 10 | DNF | DNF | DNF | 3 |   |     |     |     |     |    |     |     |      |    |     |    | 24     | 5.   |
| Bobby Rahal          | 21                   |    |     |     |     |   |   |     |     |     |     |    |     |     |      |    | DNF |    | 24     | 5.   |
| Keke Rosberg         | 32                   |    |     |     |     |   |   |     |     |     |     | 10 | NC  | DNF | DNPQ |    |     |    | 24     | 5.   |

| Legende  | Legende            | Legende                                                          |
| Farbe    | Abkürzung          | Bedeutung                                                        |
| -------- | ------------------ | ---------------------------------------------------------------- |
| Gold     | –                  | Sieg                                                             |
| Silber   | –                  | 2. Platz                                                         |
| Bronze   | –                  | 3. Platz                                                         |
| Grün     | –                  | Platzierung in den Punkten                                       |
| Blau     | –                  | Klassifiziert außerhalb der Punkteränge                          |
| Violett  | DNF                | Rennen nicht beendet (did not finish)                            |
| Violett  | NC                 | nicht klassifiziert (not classified)                             |
| Rot      | DNQ                | nicht qualifiziert (did not qualify)                             |
| Rot      | DNPQ               | in Vorqualifikation gescheitert (did not pre-qualify)            |
| Schwarz  | DSQ                | disqualifiziert (disqualified)                                   |
| Weiß     | DNS                | nicht am Start (did not start)                                   |
| Weiß     | WD                 | zurückgezogen (withdrawn)                                        |
| Hellblau | PO                 | nur am Training teilgenommen (practiced only)                    |
| Hellblau | TD                 | Freitags-Testfahrer (test driver)                                |
| ohne     | DNP                | nicht am Training teilgenommen (did not practice)                |
| ohne     | INJ                | verletzt oder krank (injured)                                    |
| ohne     | EX                 | ausgeschlossen (excluded)                                        |
| ohne     | DNA                | nicht erschienen (did not arrive)                                |
| ohne     | C                  | Rennen abgesagt (cancelled)                                      |
| ohne     | keine WM-Teilnahme |                                                                  |
| sonstige | P/fett             | Pole-Position                                                    |
| sonstige | 1/2/3/4/5/6/7/8    | Punktplatzierung im Sprint-/Qualifikationsrennen                 |
| sonstige | SR/kursiv          | Schnellste Rennrunde                                             |
| sonstige | *                  | nicht im Ziel, aufgrund der zurückgelegten Distanz aber gewertet |
| sonstige | ()                 | Streichresultate                                                 |
| sonstige | unterstrichen      | Führender in der Gesamtwertung                                   |

## Technische Daten
| Kenngrößen                | Wolf WR1, 1977                                                                                      |
| ------------------------- | --------------------------------------------------------------------------------------------------- |
| Motor                     | Ford-Cosworth DFV V8-Motor, Mittelmotor (längs hinter dem Fahrer)                                   |
| Hubraum (Bohrung × Hub)   | 2993 cm³ (85,7 × 64,8 mm)                                                                           |
| Verdichtung               | 11,0 : 1                                                                                            |
| Leistung                  | 480 PS (ca. 352 kW) bei 10.600/min                                                                  |
| Ventilsteuerung           | 2 obenliegende Nockenwellen je Zylinderbank (DOHC)                                                  |
| Gemischaufbereitung       | Lucas-Saugrohreinspritzung                                                                          |
| Kraftübertragung          | 6-Gang-Getriebe, Hewland FGA 400, Hinterradantrieb                                                  |
| Karosserie                | Aluminiummonocoque, Antriebsgruppe tragend                                                          |
| Radaufhängung vorn        | doppelte Querlenker mit Stabilisator, Schraubenfedern und Stoßdämpfer                               |
| Radaufhängung hinten      | doppelte Querlenker mit Stabilisator, Schraubenfedern, Stoßdämpfern und je einem oberen Längslenker |
| Lenkung                   | Zahnstangenlenkung, zweiteilige Lenksäule                                                           |
| Bremse                    | Scheibenbremse                                                                                      |
| Leergewicht (ohne Fahrer) | ca. 585 kg                                                                                          |